# Pavlovica
Pavlovica (na topografskim kartama se navodi i kao Rostovo ↓a) je planinski prijevoj u Bosni i Hercegovini.
Nalazi se između obronaka Radovana na zapadu i Kruščice na istoku na nadmorskoj visini od 1025 metara. Preko prijevoja vodi regionalna cesta R 439 između Uskoplja i Novog Travnika koja je nakon nekoliko desetljeća u potpunosti asfaltirana u listopadu 2020. godine. Pavlovica razdvaja dva porječja, Vrbasa na jugu i Lašve na sjeveru. U blizini se nalazi istoimeno izletište.
Preko Pavlovice je 1993. godine prošao Bijeli put za Novu Bilu i Bosnu Srebrenu.